# Air Bagan
Air Bagan Limited là một hãng hàng không ở Yangon, Myanma. Hãng này có các chuyến bay nội địa và quốc tế đến 15 đô thị Miến Điện và các tuyến quốc tế. Trụ sở chính là Sân bay quốc tế Yangon, trung tâm thứ hai là Sân bay quốc tế Mandalay.
Hãng này được thành lập tháng 6 năm 2004 và bắt đầu hoạt động ngày 15 tháng 11 năm 2004. Hãng này thuộc sở hữu của Myanma Airways và Htoo Trading và có 250 nhân viên (tháng 3 năm 2007).) Tuyến quốc tế đầu tiên là nối Yangon với Bangkok vào ngày 15 tháng 5 năm 2007, và tuyến thứ hai là nối với Singapore từ ngày 7 tháng 9 năm 2007.
Tháng 6 năm 2005, hãng này được phép bay qua Trung Quốc và Bangkok, Thái Lan.

## Các điểm đến
Đây là các điểm đến của Air Bagan đến thời điểm tháng 7/2007 (chỉ tính các chuyến bay theo lịch trình):
Đông Á
- Cộng hòa Nhân dân Trung Hoa
  - Côn Minh (Sân bay quốc tế Côn Minh Vũ Gia Bá)
- Hàn Quốc
  - Seoul (Sân bay quốc tế Incheon)

Đông Nam Á
- Campuchia
  - Siem Reap (Sân bay quốc tế Angkor)
- Myanma
  - Bagan (Sân bay Nyaung U)
  - Dawei (Sân bay Dawei)
  - Heho (Sân bay Heho)
  - Kawthaung (Sân bay Kawthaung)
  - Kalaymyo (Sân bay Kalaymyo)
  - Kengtong (Sân bay Kengtung)
  - Lashio (Sân bay Lashio)
  - Mandalay (Sân bay quốc tế Mandalay) - trung tâm
  - Mergui (Sân bay Myeik)
  - Myitkyina (Sân bay Myitkyina)
  - Pathein (Sân bay Pathein)
  - Putao (Sân bay Putao)
  - Sittwe (Sân bay Sittwe)
  - Tachilek (Sân bay Tachilek)
  - Thandwe (Sân bay Thandwe)
  - Yangon (Sân bay quốc tế Yangon) - trung tâm chính
- Thái Lan
  - Bangkok (Sân bay Suvarnabhumi)

## Đội tàu bay

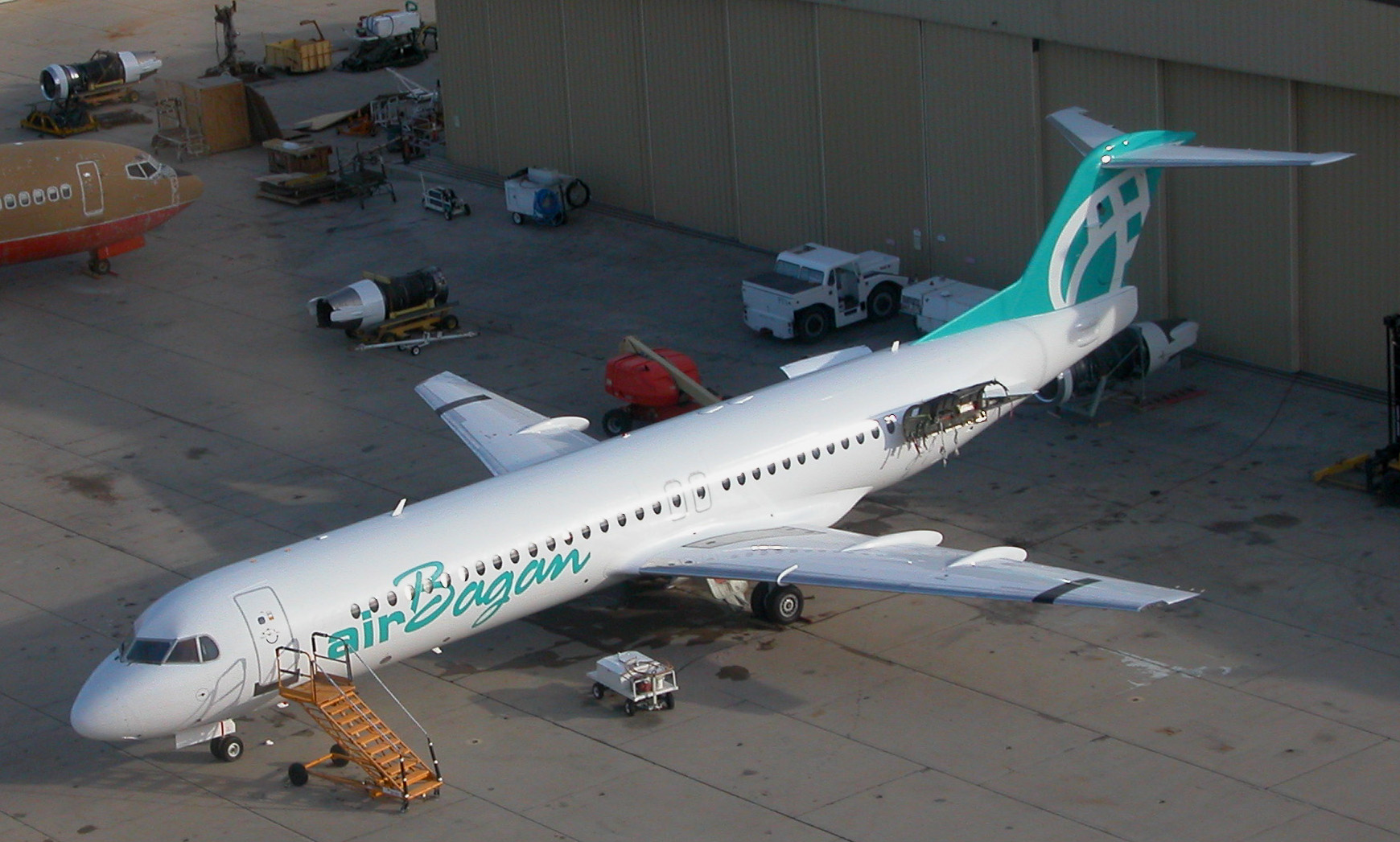
Air Bagan Fokker F100 at the Mojave Spaceport

Hãng Air Bagan có các máy bay sau (tháng 2 năm 2008):
- 2 Airbus A310-200
- 2 ATR 42-320
- 2 ATR 72-212
- 2 Fokker 100

## Tai nạn và sự cố
Ngày 19 tháng 2 năm 2008, một chiếc ATR 72 chạy vượt quá qua đường băng tại sân bay Putao làm 2 người bị thương.
Ngày Giáng sinh năm 2012, chuyến bay chở các du khách đi chơi Giáng sinh của hãng Air Bagan hạ cánh vội trên đường ở miền Trung Myanmar khiến 3 người chết và 11 người bị thương. Chiếc máy bay bị nạn là một chiếc Fokker-100. Chiếc máy bay bị nạn chở 63 hành khách, trong đó có 51 khách nước ngoài và 6 thành viên phi hành đoàn, khởi hành từ thành phố Mandalay tới sân bay Heho trong chuyến du lịch tới hồ Inle.